# Virgilio Muguerza
Virgilio Muguerza (Argentina, 1910 – Ibidem, 1977), fue un guionista y director de cine argentino.
También se desempeñó como traspunte en el teatro, por ejemplo en la obra  Fascinación dirigida en 1946 por Néstor Ibarra.

## Filmografía
Colaboró en las siguientes películas:
Director
- Santiago querido! (1965).
- El campeón soy yo (1960).
- La noche de Venus (1955).

Guionista
- La novela de un joven pobre (1968).
- La muchachada de abordo (1967).
- ¡Cómo te extraño...! (1966)
- Mercado negro (1953).

Asistente de dirección
- Cómo seducir a una mujer (1967).
- Villa Cariño (1967).
- Patapúfete (1967).
- Placeres conyugales (1963).
- Alias Flequillo (1963).
- El último piso (1962).
- El terrorista (1962).
- El rufián (1961).
- El barro humano (1955).

Asistente de diálogos
- La culpa la tuvo el otro (1950).
- El seductor (1950).